# Alexandre Borissovitch Kourakine
Pour les autres membres de la famille, voir Famille Kourakine.
Le prince Alexandre Borissovitch Kourakine (10 août 1697 - octobre 1749), est un diplomate et homme d'État russe.

## Sources
- (ru) Cet article est partiellement ou en totalité issu de l’article de Wikipédia en russe intitulé « Куракин, Александр Борисович (1697) » (voir la liste des auteurs).